# Dešret
| D46 · N37 · D21 | X1 | S3 |

| D46 · N37 · D21 | X1 | S3 |

Dešret, červená koruna Dolního Egypta

Dešret (v egyptštině „dšrt“ – Ta červená) je název pro rudou korunu Dolního Egypta. Spojením této koruny s hedžet, bílou korunou Horního Egypta, vznikne pšent (dvojitá koruna).
Toto slovo bylo ve starověké egyptštině také název pro pouštní (rudou) zemi, která obklopuje nilské údolí (Kemet).

## Nálezy
Červená koruna nebyla dosud nalezena. Několik staroegyptských vyobrazení naznačuje, že byla tkaná z rostlinných vláken, jako je tráva, sláma, len, palmový list nebo rákos.
Rudá koruna je často zmiňována v textech a zobrazena na reliéfech a sochách. Prvním příkladem červené koruny je zobrazení faraona Narmera na Narmerově paletě.
Fakt, že nebyla žádná z těchto korun nikdy nalezena (ani v nedotčených hrobkách některých z faraonů), by mohl naznačovat, že se dědila z jednoho krále na druhého.